# Стронятин
Стронятин (укр. Стронятин) — село в Куликовской поселковой общине Львовского района Львовской области Украины.
Население по переписи 2001 года составляло 385 человек. Занимает площадь 7,00 км². Почтовый индекс — 80363. Телефонный код — 3252.